# Gare de Mohammadia-État
Ne doit pas être confondu avec Gare de Mohammadia ou Gare de Mohammédia.
La gare de Mohammadia-État, est une ancienne gare ferroviaire algérienne située dans la commune de Mohammadia, dans la wilaya de Mascara.

## Situation ferroviaire
Établie à une altitude de 42,660 m, la gare est située au point kilométrique (PK) 88,700 de la ligne d'Oran à Kenadsa, où elle est précédée de la gare de Sidi Abid et suivie de l'ancienne halte du Barrage.

## Histoire

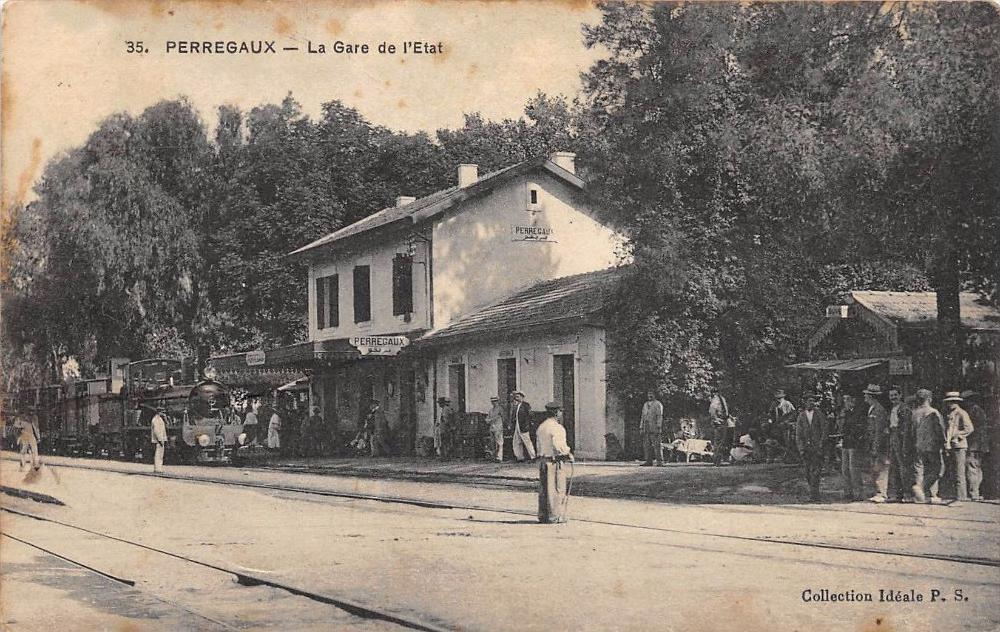
La gare au début du XXe siècle.

Lors de la colonisation, la gare portait le nom de gare de Perrégaux-État. 
La gare est mise en service le 28 septembre 1879 lors de l'ouverture de l'ancienne ligne à voie étroite de 1 055 mm d'Arzew à Saïda où elle était précédée de la gare de La Ferme Blanche (actuelle gare de Sidi Abid) et suivie de l'ancienne gare du barrage de l'oued Fergoug,,.
Le nom de la gare comportait le suffixe État en référence à la Compagnie des chemins de fer algériens de l'État qui avait repris en 1912 la gestion de la ligne d'Oran à Kenadsa à la suite de la faillite de la Compagnie franco-algérienne qui en avait la concession depuis 1879. Le suffixe État permettait aussi de distinguer cette gare de la première gare de Perrégaux (nommée Perrégaux-PLM), située sur la ligne d'Alger à Oran et gérée par la Compagnie des chemins de fer de Paris à Lyon et à la Méditerranée (PLM).
En 1959, à la suite de la mise à voie normale de la section de Perrégaux à La Macta, la gare de Perrégaux-État devient la gare origine des trains à destination de Saïda et de Colomb-Béchar.
La gare est fermée au service voyageurs en 2010, à la suite de la mise en service de la ligne de Oued Tlelat à Béchar, ligne qui devient le nouvel itinéraire pour la liaison ferroviaires entre et Oran et Béchar. 

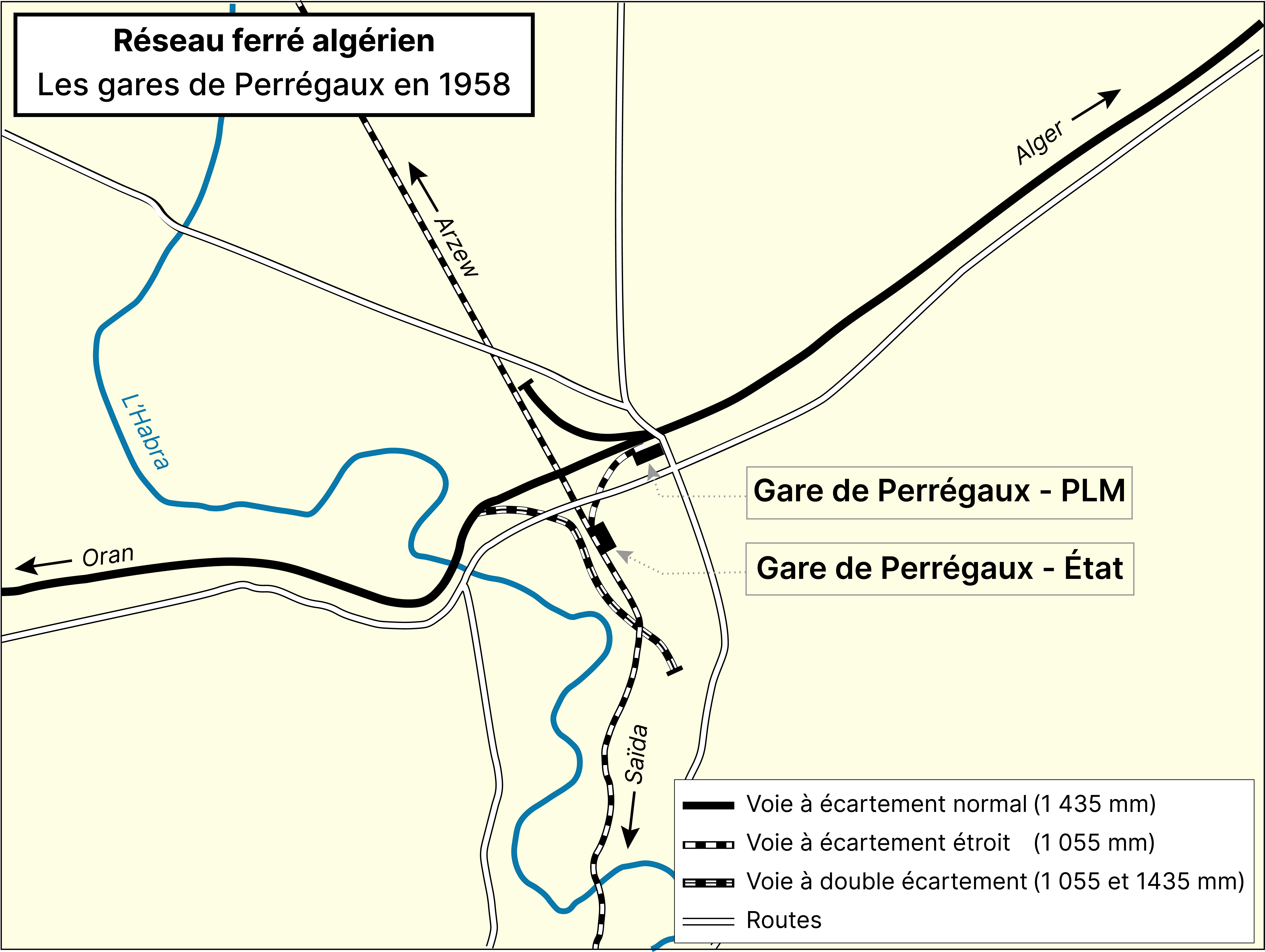
Le nœud ferroviaire de Perrégaux en 1958.

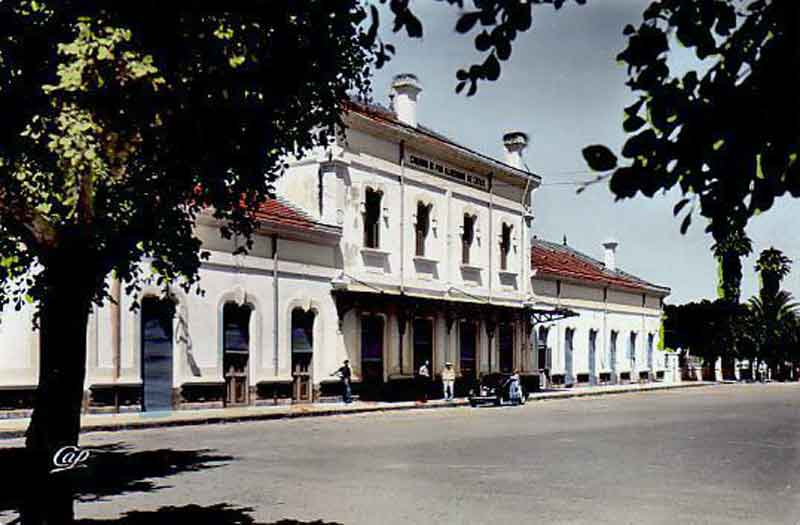
Photo en couleur de la gare